# Piel de naranja (efecto)

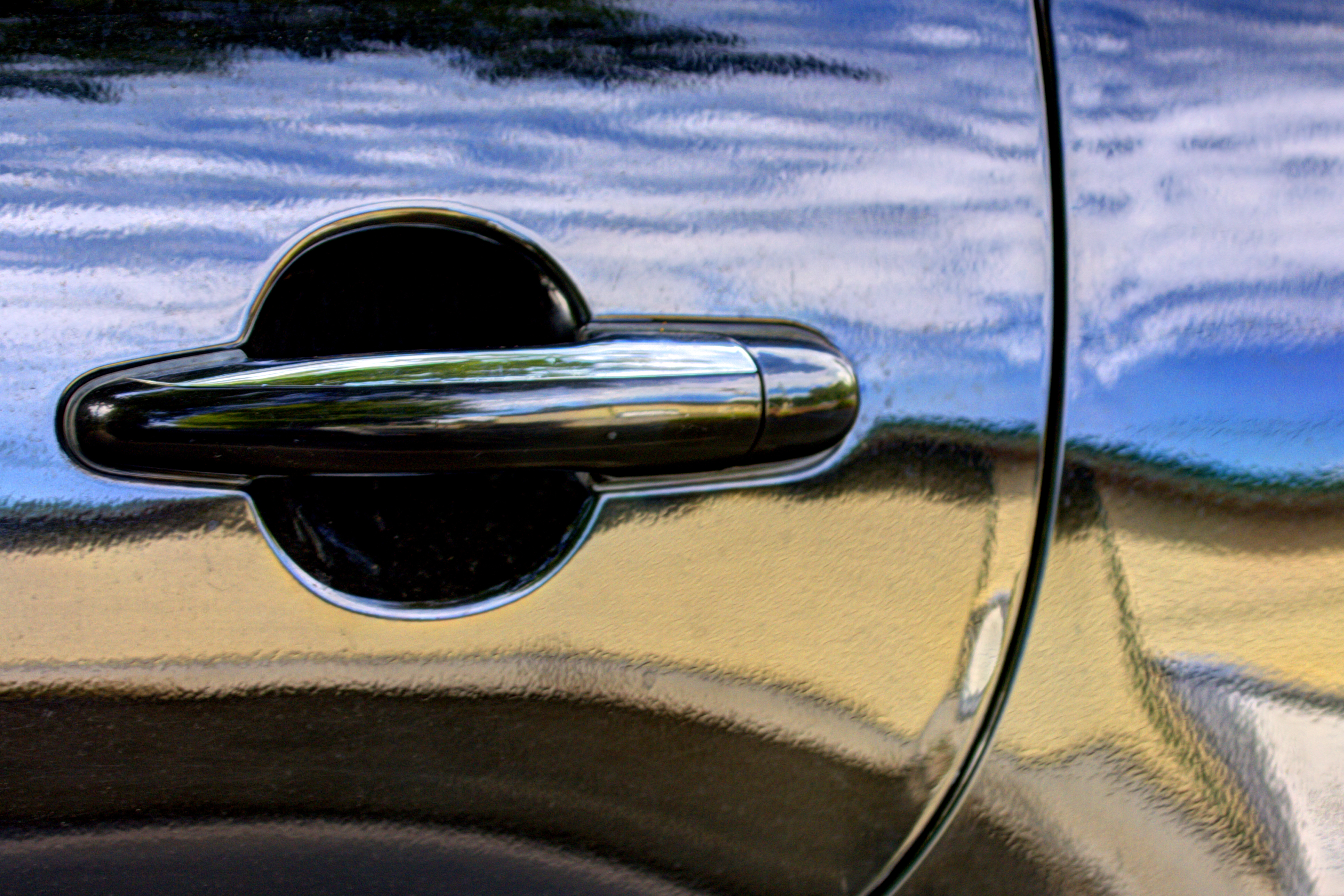
Una foto del efecto piel de naranja en la puerta de un automóvil

Se denomina piel de naranja a un cierto tipo de acabado que se puede desarrollar en superficies pintadas o moldeadas. La textura se asemeja a la superficie de la piel de una naranja, de ahí su nombre. La pintura brillante rociada sobre una superficie lisa (como la carrocería de un automóvil) también debería formar una superficie lisa una vez secada. Sin embargo, varios factores pueden hacer que se convierta en una superficie irregular. El fenómeno de la piel de naranja se puede suavizar a posteriori con papel de lija ultrafino, pero se puede prevenir por completo cambiando la técnica de pintura o los materiales utilizados. Suele ser el resultado de una técnica de pintura inadecuada, y es causada por la evaporación demasiado rápida del disolvente de la pintura, una configuración incorrecta de la pistola rociadora (por ejemplo, con una presión de aire demasiado baja o una boquilla inadecuada), rociar la pintura en un ángulo que no sea perpendicular a la superficie o aplicar pintura en exceso.
En algunas situaciones, como la pintura del interior de viviendas, se busca dotar de una textura de piel de naranja a los paredes. En este caso, se aplica una pintura de textura generalmente con una pistola pulverizadora, y a continuación, se pinta sobre la capa dotada de textura con el color deseado. Al pintar paredes, también se puede desarrollar el efecto piel de naranja al usar un rodillo con muy poca pintura o una pintura demasiado espesa, de forma que su superficie se seca antes de nivelarse.

## Medición
Los instrumentos utilizados para medir la piel de naranja simulan la percepción visual. Como el ojo humano, los instrumentos detectan ópticamente el patrón ondulado claro/oscuro. Hay dos tipos de instrumentos disponibles para cuantificar la textura u ondulación de una superficie:
Medidor de piel de naranja
El medidor de piel de naranja usa una fuente de luz de punto láser para iluminar la muestra en un ángulo de 60° y emplea un detector para medir la intensidad de la luz reflejada en un ángulo igual pero opuesto. El instrumento se desplaza por la superficie y mide punto por punto el perfil óptico de la superficie a lo largo de una distancia definida. Los instrumentos analizan las estructuras según su tamaño. Para simular la resolución del ojo humano a varias distancias, la señal de medición se divide en varios rangos utilizando funciones matemáticas de filtrado:
- Wa 0.1 ..... 0.3 mm de longitud de onda
- Wb 0.3 ........ 1 mm de longitud de onda
- Wc 1 ............ 3 mm de longitud de onda
- Wd 3 ......... 10 mm de longitud de onda
- We 10 ....... 30 mm de longitud de onda
- SW 0.3 ..... 1.2 mm de longitud de onda
- LW 1.2 ....... 12 mm de longitud de onda

Diagrama de medición simplificado
Las irregularidades de menos de 0,1 mm también influyen en la percepción visual, por lo que los instrumentos utilizan una cámara CCD para medir la luz difusa causada por estas finas estructuras. Este parámetro se conoce como "opacidad".
Los valores de opacidad y de Wa hasta We forman un "espectro de estructura", lo que permite realizar un análisis detallado de la piel de naranja y de sus factores de influencia, ya sean parámetros relativos al material o a su aplicación (véase un ejemplo de un "espectro de estructura").
La información detallada del espectro de estructura, así como de las ondas LW y SW se convirtió en la base para correlacionar con escalas específicas y con el DOI como se describe en la norma ASTM E430.
Deflectómetro de fase escalonada
La deflectometría de fase escalonada (PSD por sus siglas en inglés) es una técnica óptica de luz blanca que utiliza un patrón de franjas proyectado desde una pantalla de alta definición para capturar la imagen reflejada del patrón usando una cámara también de alta definición. La forma de onda sinusoidal actúa como una regla sobre la superficie que permite cuantificar las ordenadas relativas de los puntos de la fuente de luz, ya que son proporcionales a la fase espacial de la forma de onda del patrón sinusoidal. Mediante el uso de una técnica estándar conocida como "paso de fase", se puede realizar una medición precisa de cada punto en la superficie mediante la cuantificación de los puntos por píxel en la correspondiente imagen de la cámara.
Utilizando la relación geométrica conocida entre la pantalla, la superficie del objeto y la cámara, los rayos de luz reflejados desde la superficie se pueden modelar espacialmente para calcular la dirección de la normal en cada punto de la superficie, lo que permite obtener el perfil en ese punto. Al mostrar la forma de onda sinusoidal en ambas direcciones horizontal y vertical, las pendientes de la superficie se pueden determinar en ambas direcciones ortogonales.
Al diferenciar los datos de medición, se puede calcular el campo de curvatura, lo que permite una caracterización precisa de un perfil de la superficie. Para simular la resolución del ojo humano a varias distancias, el filtrado de paso de banda específico se aplica a los datos de curvatura separando los datos de la estructura según el tamaño:
- Ka 0.1 ..... 0.3 mm de longitud de onda
- Kb 0.3 ........ 1 mm de longitud de onda
- Kc 1 ............ 3 mm de longitud de onda
- Kd 3 ......... 10 mm de longitud de onda
- Ke 10 ....... 30 mm de longitud de onda
- Ks 0.3 ..... 1.2 mm de longitud de onda
- Kl 1.2 ....... 12 mm de longitud de onda

Esta información luego se convierte en datos de textura (ondulación) aplicando ecuaciones estandarizadas. A diferencia de otros métodos de medición de pendiente y curvatura, la PSD es una técnica de campo completo que no requiere ningún movimiento mecánico del dispositivo ni traslación del sensor o la superficie bajo prueba, lo que permite evitar todos los errores angulares y de posicionamiento relacionados con el desplazamiento.